# Nemesgörzsöny
Nemesgörzsöny je vesnice v Maďarsku v župě Veszprém, spadající pod okres Pápa. Nachází se asi 8 km severozápadně od Pápy. V roce 2015 zde žilo 701 obyvatel, z nichž 90,6 % tvoří Maďaři.
Vesnice leží na silnici 8406. Je přímo silničně spojena s obcemi Egyházaskesző a Nagyacsád. Nemesgörzsöny protéká potok Fügyösz, který se vlévá do potoka Gerence. Ten se vlévá do řeky Marcal.
V Nemesgörzsöny se nacházejí dva reformované kostely. Jsou zde též dva malé hřbitovy, dva rybníky, hřiště a malý obchod.